# The Backs
The Backs, ou the Backs of the Colleges (littéralement « l'arrière des collèges »), est le nom que l'on donne à une partie de la ville de Cambridge, au Royaume-Uni, où la rivière Cam serpente à travers certains des plus fameux collèges de l'université de Cambridge. Cette expression vient du fait que la rivière est bordée par la façade arrière de ces collèges.
Ces collèges sont :
- Queens' College
- King's College
- Clare College
- Trinity Hall
- Trinity College
- St John's College

Cet endroit est très agréable à parcourir, car la rivière est bordée par certains des plus beaux jardins et parcs de Cambridge, à l'entretien desquels les collèges consacrent des sommes importantes. Depuis la rivière, on peut aussi observer certains des monuments les plus impressionnants de l'université comme King's College Chapel.

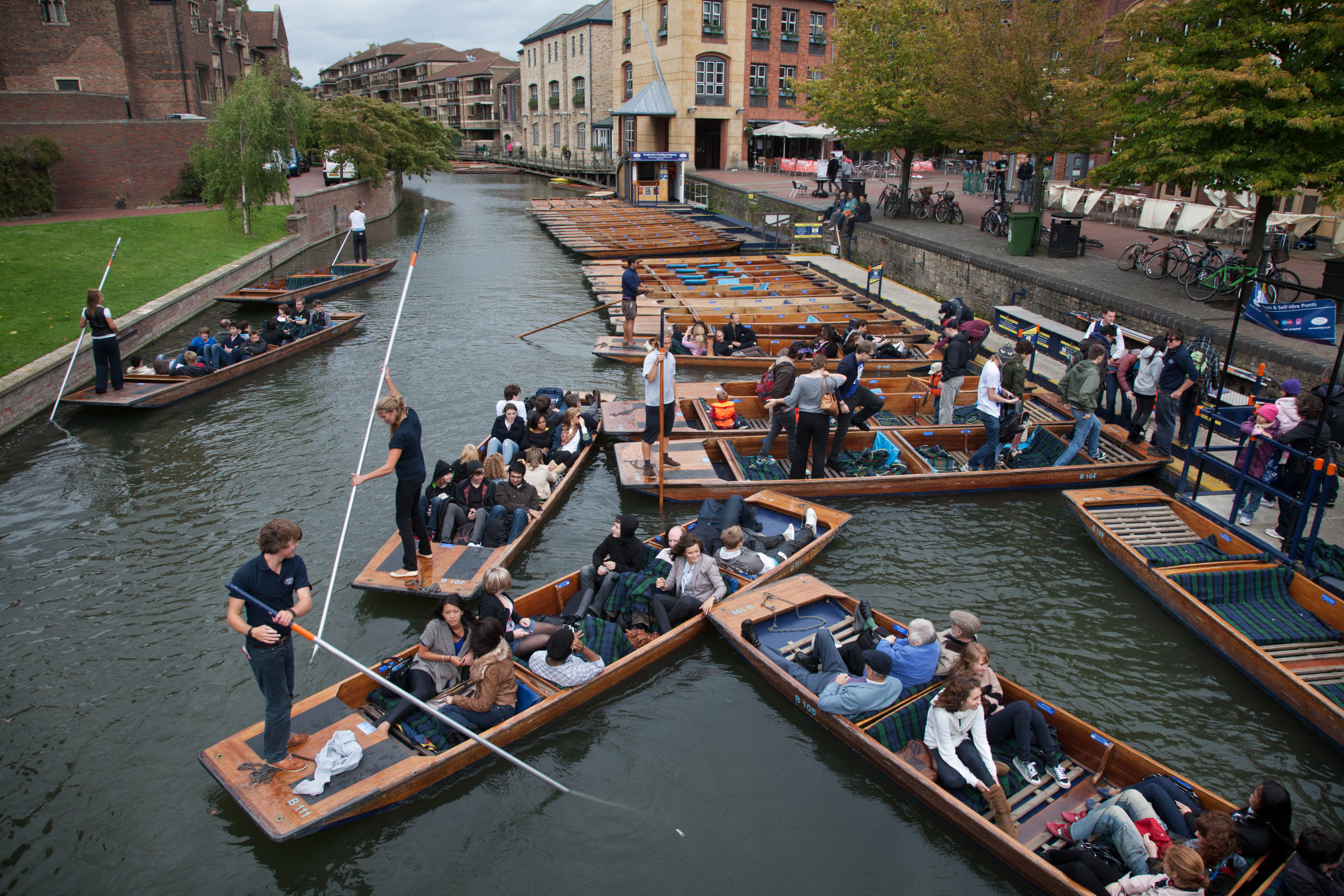
Des punts sur la Cam en octobre 2010.

Durant la belle saison, cette portion de la Cam est très fréquentée par les touristes qui utilisent des punts (en), des embarcations à fond plat, pour naviguer sur la rivière.